# Martin Bagness
Martin Bagness, brittisk orienterare som tog VM-silver i stafett 1993.